# Lexa (Arkansas)
Lexa é uma cidade localizada no estado americano de Arkansas, no Condado de Phillips.

## Demografia
Segundo o censo americano de 2000, a sua população era de 331 habitantes.
Em 2006, foi estimada uma população de 299, um decréscimo de 32 (-9.7%).

## Geografia
De acordo com o United States Census Bureau, a localidade tem uma área de 1,0 km², sem área coberta por água. Lexa localiza-se a aproximadamente 58 m acima do nível do mar.

## Localidades na vizinhança
O diagrama seguinte representa as localidades num raio de 24 km ao redor de Lexa.